# Еос оплакує Мемнона
Еос оплакує Мемнона — епізод з давньогрецького міфа, який відтворив вазописець Дуріс на кіліксі, котрий зберігає музей Лувр, Париж.

## Дещиця відомостей про Дуріса

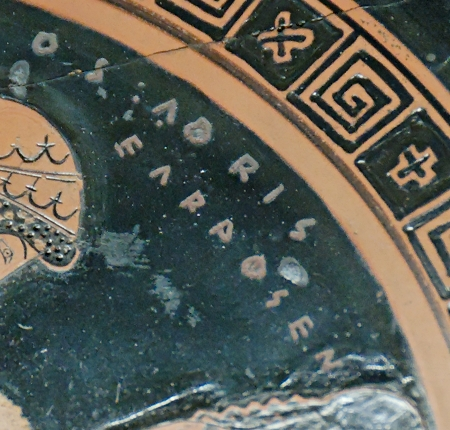
Підпис Дуріса, кілікс із зібрання Лувра

За попередніми підрахунками, вазописцю Дурісу належить близько двухсот п'ятдесяти (250) ваз, що віднайдені археологами на початок XXI століття, вичіщені, зклеєні з уламків і відреставровані. Для майстра першої третини V століття до н. е. — це досить багато. Зазвичай він залишав власний підпис на вазах в ранній період творчості. Коли ж досяг зрілості і слави як художник, припинив підписувати власні твори. Тобто, лише п'ятдесят ваз мають підпис Дуріса, інші — приписують художнику за стилістичними ознаками.

## Опис твору
До ранніх творів майстра відносять і кілікс зі сценою оплакування Мемнона. За сюжетом міфа, Мемнон загинув під стінами Трої. Богиня зорі Еос знайшла тіло загиблого сина, аби оплакати і віднести в Етіопію, аби поховати та батьківщини.
В композиції нічого зайвого, ніяких побутових подробиць чи вказівок на оточення. Лише крилата богиня піднімає з землі мертве тіло сина. Дуріс ще далекий від відтворення психологічного стану персонажів, тому таке спокійне обличчя в Еос. Проте весь жах смерті передають неслухняне тіло мерця, незграбні руки і заплющені очі, тепер вже у вічному сні.
Для греків, що тримали кілікс в руці, красномовними були і написи на донці. Один з написів, праворуч від фігур, відверто незрозумілий для сучасних дослідників і ніяк не перекладється, щось на кшталт «енемекхеріне». Вважають, що це — скрик жаху матері, яка знайшла тіло убитого сина. Аби не було сумнівів, кого саме підняла крилата богиня, біля голови убитого героя стоїть його ім'я. І поряд напис, який перекладають як «Каліад зробив». Це вказівка на гончара, що виліпив цей келих. Біля голови богині написи — «Еос» та «Дуріс розписав».
Поки що це єдиний подібний сюжет в давньогрецькому мистецтві, що дивує довершеним, практично каліграфічним відтворенням.